# アドナ・R・チャーフィー・ジュニア
アドナ・ロマンザ・チャーフィー・ジュニア(Adna Romanza Chaffee, Jr., 1884年9月23日 - 1941年8月22日)は、アメリカ合衆国の軍人。アメリカ陸軍における機甲戦力の発展に尽力し、「機甲部隊の父」と呼ばれた。

## 経歴
アドナ・チャーフィー・ジュニアはアドナ・ロマンザ・チャーフィー・シニア中将の息子としてカンザス州ジャンクション・シティで1884年9月23日に生まれた。彼は1906年に騎兵中尉に任官し、「陸軍で最も優秀な騎手」としての名声を得た。第一次世界大戦が勃発すると彼は歩兵少佐として第IV軍団に所属し、サンミエルの戦いに参加した。その後大佐に昇進し、第III軍団に所属しムーズ・アルゴンヌ攻勢に参加した。
戦後彼は平時軍の騎兵大尉に戻り、フォート・レヴェンワースの参謀学校および陸軍学校の教官となる。1920年代に彼は将来の機甲戦力構想の開発を支援した。彼は1927年に機械化された軍隊が次の戦争を支配すると予言し、アメリカ陸軍における最初の機甲部隊の開発プログラムを支援した。1931年には第1騎兵師団に配属され、機甲部隊の開発と実験を継続した。そのことにより彼はアメリカ軍における機甲戦の主要な提唱者となった。
1938年に彼は再編成された第7機甲騎兵連隊（当時のアメリカ軍における唯一の機甲部隊）の指揮官に就任する。チャーフィーは戦間期において戦車部隊の設立と、適切な装備を勝ち取るため反対勢力と戦った。第二次世界大戦が勃発し、1940年6月にフランス軍が崩壊したことでチャーフィーが1927年に予測した近代戦における機甲部隊の重要性は確認された。
チャーフィーは1941年8月22日に癌のためマサチューセッツ州ボストンで死去した。